# 미결처리반 Q
미결처리반 Q(Kvinden i buret, The Keeper of Lost Causes)은 노르웨이에서 제작된 미켈 노르가드 감독의 2013년 범죄, 미스터리, 스릴러 영화이다. 니콜라이 리 코스 등이 주연으로 출연하였다.

## 출연

### 주연
- 니콜라이 리 코스
- 페레스 파레스
- 미켈 폴스라르

### 조연
- 소렌 필마르크
- 마리 해머 보다
- 피터 플로그보르그

## 제작진
- 원작자: 유시 아들레르 올센